# Eritrichium howardii
Eritrichium howardii är en strävbladig växtart som först beskrevs av Samuel Frederick Gray, och fick sitt nu gällande namn av Per Axel Rydberg. Eritrichium howardii ingår i släktet Eritrichium och familjen strävbladiga växter. Inga underarter finns listade i Catalogue of Life.